# Ferreras de Arriba (kommunhuvudort)
Ferreras de Arriba är en kommunhuvudort i Spanien.   Den ligger i provinsen Provincia de Zamora och regionen Kastilien och Leon, i den nordvästra delen av landet, 260 km nordväst om huvudstaden Madrid. Ferreras de Arriba ligger 897 meter över havet och antalet invånare är 513.
Terrängen runt Ferreras de Arriba är huvudsakligen kuperad, men norrut är den platt. Runt Ferreras de Arriba är det glesbefolkat, med 8 invånare per kvadratkilometer. Närmaste större samhälle är Ríofrío de Aliste, 9,2 km söder om Ferreras de Arriba. 